# Pommier Communal Cemetery
Pommier Communal Cemetery is een begraafplaats gelegen in de Franse plaats Pommier (Pas-de-Calais). De militaire graven worden onderhouden door de Commonwealth War Graves Commission.
De begraafplaats telt 26 geïdentificeerde Gemenebest graven uit de Eerste Wereldoorlog.